# Yasukazu Tanaka
Yasukazu Tanaka (n. 15 iunie 1933) este un fost fotbalist japonez.

## Statistici
| Japonia | Japonia | Japonia |
| An      | Meciuri | Goluri  |
| ------- | ------- | ------- |
| 1955    | 4       | 0       |
| Total   | 4       | 0       |